# Neptosternus horai
Neptosternus horai là một loài bọ cánh cứng trong họ Bọ nước. Loài này được Vazirani miêu tả khoa học năm 1953.